# Philipp Kochheim
Philipp Kochheim (* 4. prosince 1970 Hamburk) je německý divadelní režisér, libretista a scénograf.

## Život
Od svých sedmi let hrál na klavír. V mládí navštěvoval představení režírovaná Peterem Zadkem, která ho oslovila do té míry, že se začal zajímat o divadlo. V Mnichově studoval dějiny umění a divadelní vědu. Během sezóny 1992/1993 se po zhlédnutí představení Maškarní ples od Giuseppeho Verdi začal více zaměřovat na hudební divadlo. Když pobýval na stáži ve státním divadle v Augsburgu (Staatstheater Augsburg), poznal se s britským režisérem Johnem Dewem a stal se jeho asistentem ve Vídeňské státní opeře.
Kochheim je autorem libreta k opeře Gerharda Rosenfelda nazvané Kniefall in Warschau (v českém překladu Pokleknutí ve Varšavě), jež měla premiéru 22. listopadu 1997 v operním domě v Dortmundu.